# Sistema institucional de protección
Un sistema institucional de protección (SIP) es un mecanismo de consolidación de entidades de crédito en España, concebido para su mutua autoprotección. El proceso de agrupación de varias entidades bajo un SIP es conocido popularmente como fusión fría.

## Contexto histórico
Los SIP fueron concebidos en el contexto de la crisis financiera que afectó a España en los años 2008-2010, que puso a parte del sistema financiero español y, en particular, a un buen número de cajas de ahorro, en situación de debilidad.
Debido a la peculiar naturaleza jurídica de las cajas, muy vinculadas a su comunidad de origen y con un grado de control regional importante, las fusiones (mecanismos de defensa habituales entre entidades bancarias por los que las más fuertes absorben a otras en dificultades) entre sí resultan complicadas desde el punto de vista político.
Una manera de sortear este tipo de dificultades era la de crear holdings que agrupen a varias entidades a cuya cabecera ceden cierto poder económico y político, pero que les permiten operar conservando la marca y cierto grado de independencia.
Los SIP aparecieron en el ordenamiento jurídico español a mediados de 2010, y desde entonces se han creado algunos de ellos.

## Base jurídica
Los SIP recibieron carta de naturaleza en el artículo 25 del Real Decreto-ley 6/2010, de 9 de abril, que establece un añadido al artículo 8 de la Ley 13/1985, de 25 de mayo sobre Coeficientes de Inversión, Recursos Propios y Obligaciones de Información de los Intermediarios Financieros.
Posteriormente se vieron afectados por la nueva regulación de las Cajas de Ahorros, con el Real Decreto-ley 11/2010 de 9 de julio, de órganos de gobierno y otros aspectos jurídicos de las Cajas de Ahorro.
En ella se hace referencia a una nueva figura jurídica, los sistemas institucionales de protección, un acuerdo contractual entre varias entidades de crédito por el que las mismas establecen "un compromiso mutuo de solvencia y liquidez" a través de "fondos inmediatamente disponibles" de un importe igual o superior al "40% de los recursos propios" de cada entidad. Deben fijar en el acuerdo qué parte alícuota asume cada entidad firmante, debiendo existir siempre una denominada "entidad central" o "fundamental", firmante, que será responsable del cumplimiento de todos los extremos del acuerdo. La "entidad central", de estar participada por las demás partes contractuales, deberá adherirse al Fondo de Garantía de Depósitos.
Además, el acuerdo debe tener una duración mínima de diez años y las entidades firmantes deben anunciar su salida del mismo, como mínimo, dos años antes.
La autorización del acuerdo y sus efectos corresponde al Banco de España, que deberá valorar el cumplimiento previo y ulterior de todas las disposiciones legales por parte de las entidades contratantes.
La ley también equipara estos nuevos sistemas institucionales de protección a los grupos bancarios consolidables tradicionales en algunos aspectos, como los regulados por la Ley 13/1985, de 25 de mayo. Por ejemplo, garantiza una ponderación de riesgo del 0% "a las exposiciones que tengan entre sí los integrantes del sistema institucional de protección" a efectos del cómputo de capital regulatorio.
Para la disolución o separación de una entidad, el Real Decreto Ley 11/2010, de 9 de julio, que regula las nuevas disposiciones sobre Cajas de Ahorro señaló en su Título III que «el Banco de España valorará tanto la viabilidad individual de la entidad que pretenda abandonar el sistema, como la de este último y la del resto de las entidades participantes tras la pretendida desvinculación», dificultando la misma.

## Estructura de control
| Sociedad                               | Marca Comercial          | Abreviatura                     | Cajas integrantes         | Cuota de participación | Consejeros |
| -------------------------------------- | ------------------------ | ------------------------------- | ------------------------- | ---------------------- | ---------- |
| Banco Financiero y de Ahorros, S.A.    | Bankia                   | BFA                             | Caja Madrid               | 52,06%                 | 11         |
| Banco Financiero y de Ahorros, S.A.    | Bankia                   | BFA                             | Bancaja                   | 37,70%                 | 6          |
| Banco Financiero y de Ahorros, S.A.    | Bankia                   | BFA                             | Caja Insular de Canarias  | 2,45%                  | 2          |
| Banco Financiero y de Ahorros, S.A.    | Bankia                   | BFA                             | Caja de Ávila             | 2,33%                  | 2          |
| Banco Financiero y de Ahorros, S.A.    | Bankia                   | BFA                             | Caixa Laietana            | 2,11%                  | 2          |
| Banco Financiero y de Ahorros, S.A.    | Bankia                   | BFA                             | Caja Segovia              | 2,01%                  | 2          |
| Banco Financiero y de Ahorros, S.A.    | Bankia                   | BFA                             | Caja Rioja                | 1,34%                  | 2          |
| Banco Base, S.A. (disuelto)            | Banco Base (provisional) |                                 | CAM                       | 40%                    | 4          |
| Banco Base, S.A. (disuelto)            | Banco Base (provisional) | Cajastur                        | 40%                       | 4                      |            |
| Banco Base, S.A. (disuelto)            | Banco Base (provisional) | Caja Extremadura                | 11%                       | 2                      |            |
| Banco Base, S.A. (disuelto)            | Banco Base (provisional) | Caja Cantabria                  | 9%                        | 2                      |            |
| Banca Cívica, S.A. (absorbido)         | Banca Cívica             |                                 | Caja Navarra              | 29,1%                  | 5          |
| Banca Cívica, S.A. (absorbido)         | Banca Cívica             | Cajasol                         | 29,1%                     | 5                      |            |
| Banca Cívica, S.A. (absorbido)         | Banca Cívica             | CajaCanarias                    | 21,3%                     | 4                      |            |
| Banca Cívica, S.A. (absorbido)         | Banca Cívica             | Caja de Burgos                  | 20,5%                     | 4                      |            |
| Banco Mare Nostrum S.A. (absorbido)    | Banco Mare Nostrum       | BMN                             | Caja Murcia               | 41%                    | 5          |
| Banco Mare Nostrum S.A. (absorbido)    | Banco Mare Nostrum       | BMN                             | Caixa Penedès             | 28%                    | 4          |
| Banco Mare Nostrum S.A. (absorbido)    | Banco Mare Nostrum       | BMN                             | Caja Granada              | 18%                    | 3          |
| Banco Mare Nostrum S.A. (absorbido)    | Banco Mare Nostrum       | BMN                             | Sa Nostra                 | 13%                    | 2          |
| Banco Grupo Cajatres, S.A. (absorbido) | Caja3                    | caja3                           | Caja Inmaculada de Aragón | 44%                    | 4          |
| Banco Grupo Cajatres, S.A. (absorbido) | Caja3                    | caja3                           | Caja Círculo de Burgos    | 31,5%                  | 3          |
| Banco Grupo Cajatres, S.A. (absorbido) | Caja3                    | caja3                           | Caja de Badajoz           | 24,5%                  | 2          |
| Effibank, S.A. (absorbido)             | Liberbank                |                                 | Cajastur                  | 66%                    | 5          |
| Effibank, S.A. (absorbido)             | Liberbank                | Caja Extremadura                | 20%                       | 2                      |            |
| Effibank, S.A. (absorbido)             | Liberbank                | Caja Cantabria                  | 14%                       | 1                      |            |
| Kutxa Bank S.A.                        | Kutxa Bank               |                                 | Bilbao Bizkaia Kutxa      | 57%                    | 12         |
| Kutxa Bank S.A.                        | Kutxa Bank               | Kutxa Guipúzcoa y San Sebastián | 32%                       | 6                      |            |
| Kutxa Bank S.A.                        | Kutxa Bank               | Caja Vital (Vital Kutxa)        | 11%                       | 2                      |            |

## Datos financieros
| Entidad                       | Activos estimados (millones de euros) | Ayudas del FROB (millones de euros) |
| ----------------------------- | ------------------------------------- | ----------------------------------- |
| Banco Financiero y de Ahorros | 337.000                               | 4.465                               |
| Banco Base                    | 127.000                               | 1.493                               |
| Banca Cívica                  | 77.000                                | 977                                 |
| Banco Mare Nostrum            | 72.000                                | 915                                 |
| Caja3                         | 20.000                                | 0                                   |
| Effibank                      | 53.000                                | 0                                   |

## Datos laborales
| Entidad                       | Empleados | Oficinas | Prejubilaciones |
| ----------------------------- | --------- | -------- | --------------- |
| Banco Financiero y de Ahorros |           |          | 4.000           |
| Banco Base                    |           |          | 1.680           |
| Banca Cívica                  |           |          | 1.100           |
| Banco Mare Nostrum            |           |          | 1.000           |
| Caja3                         | 2.855     | 582      | 273             |
| Effibank                      | 6.500     | 1.400    | 1.040           |